# Ja wam teraz pokażę, skąd przygotowywano atak na Białoruś

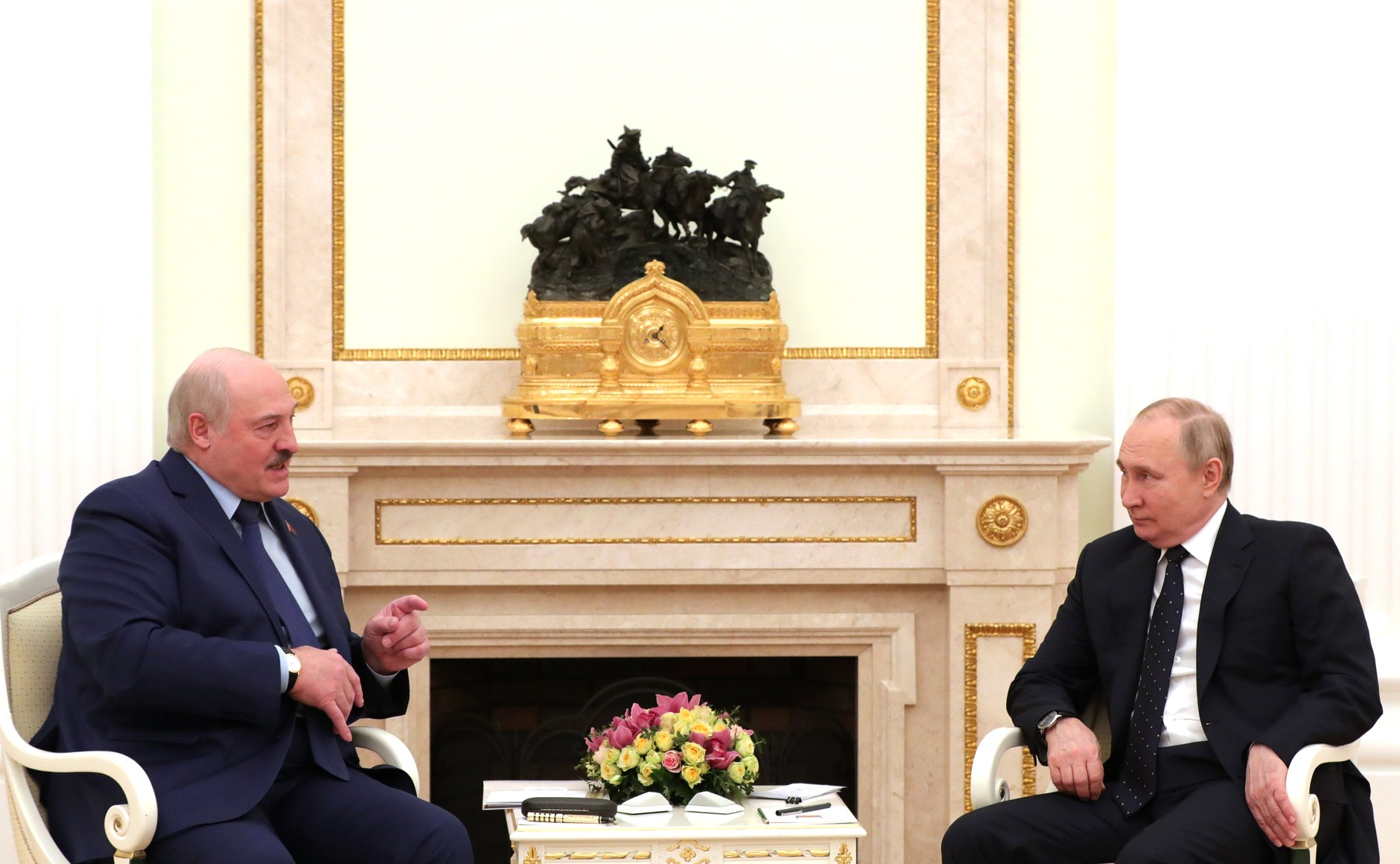
Spotkanie Łukaszenki z Putinem 11 marca 2022

Ja wam teraz pokażę, skąd przygotowywano atak na Białoruś (ros. А я сейчас вам покажу, откуда на Беларусь готовилось нападение) – szeroko rozpowszechniona w Runecie wypowiedź Alaksandra Łukaszenki mająca na celu usprawiedliwienie rosyjskiej napaści na Ukrainę, która stała się memem. W memach Łukaszenka wycinany jest z oryginalnego video wraz z audio i przenoszony do rozmaitych filmów.

## Okoliczności powstania mema
11 marca 2022 roku Łukaszenka podczas spotkania z Putinem przekonywał, że gdyby „operacja specjalna” nie została rozpoczęta, to Ukraina zaatakowałaby Białoruś:

А я сейчас вам покажу, откуда на Беларусь готовилось нападение. И если бы за шесть часов до операции не был нанесён превентивный удар по позициям... четыре позиции, я сейчас покажу карту, я принёс... они бы атаковали наши войска Беларуси и России, которые были на учении. Поэтому не мы развязали эту войну, у нас совесть чиста. 

Ja wam teraz pokażę, skąd przygotowywano atak na Białoruś. I gdyby na sześć godzin przed rozpoczęciem operacji nie przeprowadzono wyprzedzającego uderzenia na ich pozycje... cztery pozycje, pokażę wam mapę, ja ją przyniosłem... oni by zaatakowali białoruskie i rosyjskie wojska, które były na ćwiczeniach. Więc to nie my rozpętaliśmy tę wojnę, mamy czyste sumienie.

## Reakcje
Zapał Łukaszenki w usprawiedliwianiu rosyjskiej agresji poskutkował licznymi memami. W jednym z nich prezydent Białorusi przybył na stację kolejową, w innym usiadł przy śmietniku, a w jeszcze innym wylądował na podwórku z babciami. W kolejnych memach Łukaszenka swój monolog opowiada baletnicom z Jeziora łabędziego, bohaterom filmów Lśnienie i Iwan Wasiljewicz zmienia zawód, jeżdżącej dziewczynie, aktorkom porno, Jelenie Małyszewej w programie Żyć zdrowo!, prowadzącej talk show Let's Get Married Łarysie Guziejewej, kompanii kosmitów, Jasiowi Fasoli, kurczakom, bezdomnym na stacji kolejowej, wcielony został w Chrisa Rocka na gali wręczenia Oscarów w 2022 roku, transmisje z trumny Władimira Żyrinowskiego do Władimira Putina i wiele innych.
19 kwietnia 2022 roku Ołeksandr Szowkowski strollował Łukaszenkę, obarczając go odpowiedzialnością za utratę krążownika „Moskwa”, ponieważ „nie mógł nie wiedzieć, z której strony przygotowywany jest atak”. 24 kwietnia producent Potap i aktor Jurij Horbunow żartowali, że wytatuowali sobie to zdanie.
Władze Białorusi zaangażowały się w walkę z memem. 27 kwietnia 2022 roku, po opublikowaniu popularnego mema na TikToku, kilku studentów zostało zatrzymanych, następnie zostali zwolnieni po przeprosinach.